# Don't Tread
Don't Tread es el segundo y último álbum de estudio de la agrupación de hard rock estadounidense Damn Yankees, publicado el 1 de octubre de 1992 por Warner Bros. El disco alcanzó la posición No. 22 en la lista de éxitos Billboard 200, aunque no tuvo el mismo éxito comercial de su predecesor.

## Lista de canciones
Todas escritas por Jack Blades, Ted Nugent y Tommy Shaw
1. "Don't Tread on Me" – 5:08
2. "Fifteen Minutes of Fame" – 4:50
3. "Where You Goin' Now" – 4:40
4. "Dirty Dog" – 4:53
5. "Mister Please" – 4:19
6. "Silence Is Broken" – 5:03
7. "Firefly" – 4:57
8. "Someone to Believe" – 4:57
9. "This Side of Hell" – 4:00
10. "Double Coyote" – 4:44
11. "Uprising" – 5:31

## Créditos
- Tommy Shaw – guitarra, voz
- Ted Nugent – guitarra, voz
- Jack Blades – bajo, voz
- Michael Cartellone – batería

## Sencillos
| Año  | Sencillo              | Lista                  | Posición |
| ---- | --------------------- | ---------------------- | -------- |
| 1992 | "Don't Tread on Me"   | Mainstream Rock Tracks | 3        |
| 1992 | "Mister Please"       | Mainstream Rock Tracks | 3        |
| 1992 | "Where You Goin Now"  | Mainstream Rock Tracks | 6        |
| 1992 | "Where You Goin' Now" | Billboard Hot 100      | 20       |
| 1992 | "Where You Goin' Now" | Top 40 Mainstream      | 10       |
| 1993 | "Silence Is Broken"   | Mainstream Rock Tracks | 20       |
| 1993 | "Silence Is Broken"   | Billboard Hot 100      | 62       |
| 1993 | "Silence Is Broken"   | Top 40 Mainstream      | 38       |